# 卡羅琳·普爾
卡羅琳·普爾（英語：Carolynne Poole，娘家姓：Good，1980年8月5日—），生于英国利兹，是英国创作歌手、演员、前模特。她是活躍於利兹及伦敦的Carolynne Good樂隊创始成员之一。她最著名的成就是2003年在英国广播公司歌唱比赛《Fame Academy》第二季中获得第三名。2011年她参加了英国选秀节目《X音素》（X Factor），并进入了“導師之家”（Judges Houses）比赛阶段。 她2012年重返这个节目并进入直播秀階段，但在第一場直播秀裡在與Rylan Clark的对决中被淘汰。 

## 早期和个人生活
卡罗琳生于英國约克郡的利兹。 她就读于普西·格兰杰菲尔德高中（Pudsey Grangefield High School）。
她之前嫁给了足球运动员大卫·普尔（David Poole）。2015年8月卡洛琳宣布与英格兰板球运动员大卫·威利（David Willey）交往，两人于2016年11月结婚。

## 歌唱事业

### 1998-2001年：早期职业生涯
早期影響他的藝人包括老鹰乐队、U2乐队、卡彭特乐队和玛丽·查平·卡彭特（Mary Chapin Carpenter）。1998年她从利兹搬到伦敦，开始了创作歌手生涯。她和真人實境秀節目《Pop Idol》的选手佐伊·伯基特（Zoe Birkett）一起进入了樂隊七小龍（S Club 7）成員海選的最后15强。第二年，普尔加入了一个由五名成员组成的乡村音樂乐队，并带领乐队在英国巡演。2001年她与BMG音乐出版社签订了第一份出版合同。2000年她继续在英国和欧洲發揮她的歌曲创作才能。她的大部分时间都在伦敦和斯德哥尔摩度过，为其他藝人創作及和不同的词曲作者與制作人合創和錄製。

### 2003-05年：節目Fame Academy及歌曲创作和巡演
2003年普尔加入了英国广播公司歌唱比赛節目《Fame Academy》第二季，并进入决赛。她与其他参赛者亚历克斯·帕克斯（Alex Parks）和詹姆斯·福克斯（James Fox）共同创作了一首名为《Not Your Average Kind of Girl》的歌曲，收录在帕克斯2003年的首张专辑《Introduction》中。此专辑在英国专辑榜上排名第五，在英国获得了2X白金销量，在意大利、希腊、德国和澳大利亚等6个国家获得了黃金銷量。
普尔在2004年继续写歌，次年与托尼·克里斯蒂（Tony Christie）一起在英国巡回演出。 在Christie's Amarillo Music公司旗下，她与创作人兼贝斯手唐·罗杰斯（Don Rogers）、鼓手肖恩·菲茨杰拉德（Sean Fitzgerald）、吉他手亚历克斯·罗杰斯（Alex Rogers）和來自於倫敦的樂隊中的成員亚历克斯·沙曼（Alex Sharman），以及鍵盤手玛基（Maki）共同创作了新作品並于2005年组建了Carolynne Good乐队。 乐队将他们的風格描述为经典创作歌手旋律和带有乡村音樂風格的混合體。

### 2011-12年：《X音素》

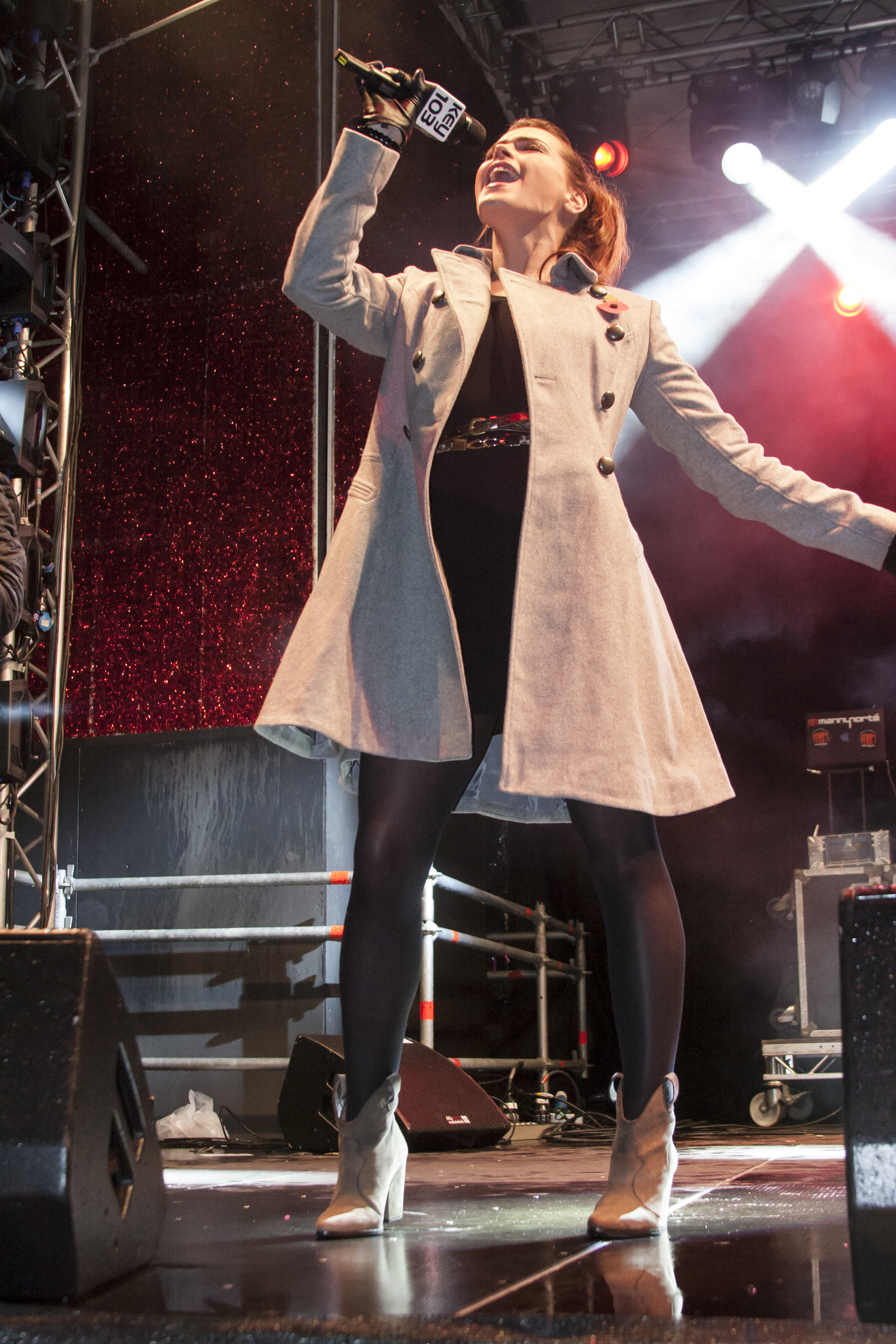
普尔在2012年曼彻斯特圣诞彩灯开启庆典上表演。

2011年，普尔参加了《X音素》第八季的试镜。她进入了“導師之家”阶段，路易·華許（Louis Walsh）是她在“25岁以上”组别的导师，但她没能进入直播秀階段，路易·華許选择了约翰尼·罗宾逊（Johnny Robinson）、凯蒂·布鲁克内尔（Kitty Brucknell）、琼乔·科尔（Jonjo Kerr）和戈尔迪·张，（Goldie Cheung），张后来退出，被萨米·布鲁克斯（Sami Brookes）取代。
普尔再次参加《X音素》第九季試鏡， 并以蓋瑞·巴洛为导师进入现直播秀階段。 在直播秀第一周她演唱了妮琪·米娜的《Starships》。 尽管獲得积极評價，然而她在第二天晚上和有争议的"男孩"选手瑞恩·克拉克（Rylan Clark）一起排在倒数两名。 妮可·舒辛格（Nicole Scherzinger）投票反对普尔，因为Rylan Clark是她所喜歡的風格，而蓋瑞·巴洛和Tulisa根據Rylan Clar最後的決戰表演投了淘汰他的票。 这让沃尔什（Walsh）獲得了决定性的一票，但他似乎拿不定主意。 犹豫了一会儿，他终于说："我要和卡罗琳在一起，我要留下卡罗琳。" 儘管他不得不说：“谁想被他送回家，而不是被他拯救”。最终，在主持人德莫特·歐萊瑞的压力下，沃尔什（Walsh）做出了自己的决定："我要让比赛陷入僵局!"。随后德莫特·歐萊瑞透露，普尔得到的公众票最少，她被淘汰回家，这让蓋瑞·巴洛非常反感。蓋瑞·巴洛怒气冲冲地离开了舞台，后来还称瑞恩·克拉克是个"玩笑演员"和"无能之辈"。 在她被淘汰后，普尔坚持说她不会第三次参加这个节目的试镜，承认"我不能让自己再经历一次。"

### 2014年至今：首张专辑
在《X音素》之后她移居美国五个月。她在亚利桑那州、洛杉矶以及田纳西州纳什维尔都演出过，纳什维尔通常被称为“乡村音樂之家”。在那里她与包括杰夫•西尔巴（Jeff Silbar）在内的詞曲作者和制作人合作。2014年和2015年她在伦敦举办的《C2C: Country to Country》音樂節上表演。2015年初她被点播，是在BBC Radio 2 Country一首名為《Cupid Must've Been High》的歌曲。后来她发行了首支单曲《I Love You but Shut Up》，其中有阿尔伯特·李（Albert Lee）的吉他演奏。这首单曲在英国广播公司第二电台播出，并引起了特里·沃根（Terry Wogan）的关注。她也計劃为了宣傳单曲进行一次巡演。她将在2016年3月重返《C2C: Country to Country》擔任兩個角色。
2017年4月7日她发行有5首歌曲的首张专辑《Coming Back To Me》 ，随后获得两项英国乡村音乐协会奖的提名（British Country Music Association Awards）。

## 奖项和提名
| 年份 | 組織             | 類表         | 名稱                       | 結果 |
| ---- | ---------------- | ------------ | -------------------------- | ---- |
| 2015 | 英國鄉村音樂協會 | 英國年度歌曲 | 《I Love You But Shut Up》 | 提名 |
| 2015 | 英國鄉村音樂協會 | 年度女歌手   | Carolynne Poole            | 提名 |
| 2017 | 英國鄉村音樂協會 | 年度女歌手   | Carolynne Poole            | 待定 |
| 2017 | 英國鄉村音樂協會 | 年度專輯     | 《Coming Back To Me》      | 待定 |

## 演艺事业
自2005年以来她一直在舞台上出演哑剧，并在短片中担任角色。2008年8月她开始拍摄自己的第一部故事片，在2011年上映的《The Last Days of Edgar Harding》中饰演弗兰基（Frankie）。2010年她在比尔·肯赖特（Bill Kenwright）的作品《Dreamboats and Petticoats》英国巡演中饰演苏（Sue），并在BBC电影《Eric and Ernie》中饰演一个小角色。2012年5月她以角色女友出现在肥皂劇《爱默代尔》中。后来扮演角色贾斯汀·加拉格尔（Justin Gallagher）的新未婚妻塔利亚·布莱斯（Talia Brice）。